# أزمة إسبانيا 1917
أزمة عام 1917 هو الاسم الذي أطلقه المؤرخون الإسبان على الأحداث التي تزامن حدوثها مع صيف عام 1917 في إسبانيا والتي تجلت بشكل واضح في ثلاثة تحديات واجهت حكومة عودة البوربون: الحركات العسكرية (المجالس العسكرية) الحركات السياسية (جمعية البرلمانيين) التي عقدتها للمجموعة الإقليمية في برشلونة) والحركات الاجتماعية (الإضراب الثوري العام) وذلك بالتزامن مع الظروف الدولية الحرجة في تلك السنة. في المقابل فإن مؤرخي العالم عادةً لا يستخدمون هذا الاسم لتلك الفترة من الأزمة وذلك بسبب بعض المسائل المتعلقة بالحرب العالمية الأولى: مثل أزمة التجنيد في كندا وأزمة صناعة السفن في الولايات المتحدة. يجب أن نتذكر أن إسبانيا ظلت محايدة طوال النزاع. تعتبر الأزمة الإسبانية لعام 1917 جزءًا من أزمة حكم عودة البوربون.

## الوضع الدولي

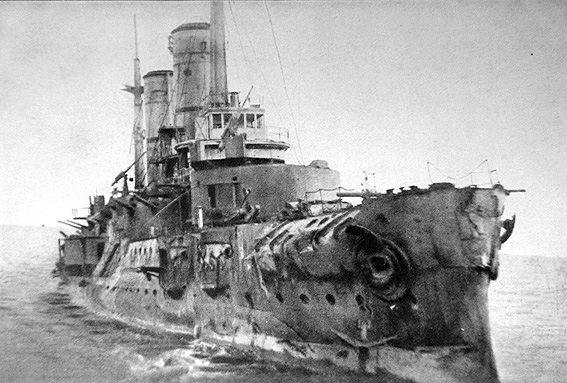
سلافا سفينة حربية روسية عطلها الألمان في بحر البلطيق أكتوبر 1917.

أسقطت ثورة فبراير 1917 في روسيا الحكم الاستبدادي القيصري، وحاولت حكومة كيرينسكي بناء نظام ديمقراطي مع الاستمرار في الحرب ضد قوى المحور (كانت كارثية من الناحية العسكرية والاقتصادية والبشرية، ولم تحظى بأي شعبية). واستغل البلاشفة ذلك الاستياء المتنامي (رحلة لينين الشهيرة عبر أوروبا في عربة مغلقة) مما أوصلهم إلى السلطة في ثورة أكتوبر من نفس السنة.
مرت الحرب العالمية الأولى بمرحلة من عدم اليقين، لأن التقدم الألماني على الجبهة الشرقية (والتي توقفت بعد معاهدة السلام المنفصل -معاهدة بريست ليتوفسك في 3 مارس 1918- مع السوفييت) عوّض عن دخول الولايات المتحدة في الحرب (6 أبريل)، والذي بسببه أخل بتوازن الجبهة الغربية.
بدون ظهور آثاره في ذلك الوقت في شتاء 1917-1918 بدأ ماحدث في فترة السنتين التاليتين (1918-1919) بخروج أكبر وباء في التاريخ الحديث (في الواقع كان آخر وفيات كارثية في التاريخ): الإنفلونزا الإسبانية واشتهرت بهذا الاسم لأن الوباء حظي بمزيد من الاهتمام من الصحافة في إسبانيا أكثر من بقية العالم، حيث لم تكن إسبانيا متورطة في الحرب وبالتالي لم تفرض رقابة على المعلومات المتعلقة بالمرض. بلغ عدد الوفيات حول العالم (بين 50 و 100 مليون) متجاوزة بكثير عدد الوفيات الناجمة عن الحرب. ولكن الحرب ساعدت إلى حد كبير في انتشار الوباء في جميع أنحاء العالم على نطاق وسرعة لم يسبق له مثيل. كانت الآثار في إسبانيا خطيرة: أصيب بالمرض في إسبانيا حوالي 8 ملايين شخص في مايو 1918 وحوالي 300,000 حالة وفاة (على الرغم من أن الأرقام الرسمية خفضت الضحايا إلى 147,114 فقط).

## الأزمة في إسبانيا

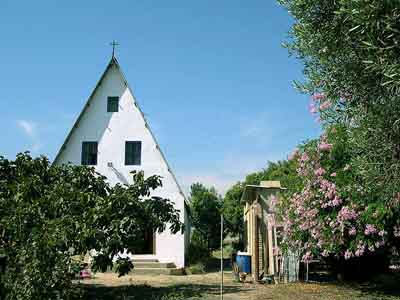
كوخ في هورتا فالنسيا. استمر هذا البناء الريفي التقليدي الضعيف ممثلا التخلف الهيكلي للزراعة في إسبانيا والظروف المعيشية البائسة لمعظم السكان. بدأ المزارعون بالهجرة إلى المناطق الحضرية والصناعية - كاتالونيا وبلاد الباسك ومدريد - وشكلوا طبقة البروليتاريا المتنامية والأكثر تنظيماً.

### الاقتصاد والمجتمع
- انظر أيضا: تاريخ إسبانيا الاقتصادي

ساهم الحياد الإسباني في الحرب العالمية الأولى بزيادة تصدير جميع المنتجات، من المواد الخام (الزراعية والصناعية) وبعض المصنوعات مثل صناعات النسيج والصناعات التعدينية. ونما المؤشر التجاري من السلبية إلى الإيجابية وذلك بأكثر من مئة مليون بيزيتا ليصبح خمسمئة مليون. حيث أن هذه الإنتاجية في قطاع الأعمال كانت في صالح الطبقة المتوسطة الصناعية والتجارية، ولكن الوقت نفسه ذلك التضخم الإقتصادي لم يكن مصحوباً بزيادات مماثلة في الأجور. في حين حققت الأرباح معدلات نمو مهمة للغاية، والذي كان سبباً في الضغط المستمر على زيادة الأجور. كما كان هناك انخفاض كبير في المستوى المعيشي في المناطق الحضرية والصناعية.
بينما في الريف كان الوضع مختلفاً: فقد كان أثر التضخم الاقتصادي عظيماً، اذ كان من الممكن أن يكون مفيداً لهم. لكن الإمداد المباشر للغذاء ووفرته حدّ من تأثير التضخم على الفلاحين مُلاك الأراضي الصغيرة والمستأجرين (في الجزء الشمالي من إسبانيا) الذين كانوا على استعداد للاستفادة منه. بالمقابل لم يكن الوضع مشابهاً تماماُ بالنسبة للعُمال الذين لا يملكون أرضاً والذين يشكلون الجزء الأساسي من القوى العاملة في النصف الجنوبي من إسبانيا (خاصة في أندلوسيا وإكستريمادورا).
أصبحت النتائج العملية واضحة بالفعل عام 1917, فكان هناك إعادة لتوزيع الدخل القومي (بين الطبقات الاجتماعية وبين المناطق على حد سواء) مرافقاً لذلك تفاقم التوترات بين أهل الريف والمدينة ومناطق الوسط والأطراف.

### التحدي العسكري
مثلت عملية إنشاء المجالس العسكرية دون أن يشملها التشريع تحدياً واضحاً للحكومة الليبيرالية برئاسة مانويل غارسيا برييتو الذي عجز عن السيطرة عليها وأجبر على الاستقالة. وتولى رئاسة الحكومة بدلا منه المحافظ إدوارد داتو الرئاسة وقام بجعل هذه الهيئات العسكرية قانونية وذلك بإضفاء الشرعية عليها.
كانت المجالس العسكرية تدَعي اهتمامها بمصالح الضباط من الطبقة المتوسطة والدفاع عنهم ولكن دعوتهم كانت دليلاً على تدخَلهم في الحياة السياسية.
إحدى القضايا ذات القدرة التحفيزية الأكبر داخل الجيش الذي هوسه هو الوحدة الوطنية، وتجلى بوضوح بالعدوان على مجلة كوكات! الكاتالونية ساخرة (1905)، وبعد ذلك تنازلت الحكومة لإرضائهم بإصدار قانون الاختصاص القضائي [الإسبانية] (Ley de Jurisdicciones)، الذي تقدم للعدالة العسكرية أي مخالفات شفهية أو خطية تؤثر على وحدة الوطن أو العلم أو شرف الجيش. كان الوضع الاجتماعي للجيش غريب، لأنه في حين يصعد زملائهم من العالم كله بسرعة عن طريق مزايا الحرب والحاجة إلى تأطير الأعداد الضخمة من الجنود، كانوا يخفضونهم إلى التقاعس عن العمل، بحيث لا يمكن تعويضه بارسالهم في مهمات إلى المستعمرات لأنها فقدت في الحرب الاسبانية الأمريكية 1898. في الواقع كان هناك «زيادة مهولة من الضباط» (16,000 الضباط أمام 80,000 جندي، في حين كانت الحشود الفرنسية 29,000 ضابط أمام نصف مليون جندي) كانت هناك حالات من الظلم في الجيش الإسباني مقارنة بوجهتها الاستعمارية الوحيدة (المغرب) وباقي الجيوش. فالتضخم قوض بازدياد القوة الشرائية لرواتب الجيش، الذي عكس على عقود أكثر مرونة لجلب عمالة اعتمدت على موازنة عامة جامدة للدولة.
بدأ نشاط المجالس العسكرية في الربع الأول لسنة 1916 نتيجة لبعض اختبارات اللياقة البدنية للقيادات، وهي جزء من برنامج تحديث روجت له حكومة الكونت رومانونس. لم يقبل بالاحتجاجات في البداية، لكنه رأى خطر في وجود حركة شبه نقابية في الجيش فأمر بحل المجالس ولكن لم يكن لأمره أي فعالية. وزادوا من نبرتهم منذ نهاية 1916 حتى وهم في وضع غير القانوني، خصوصا مع القوى النشطة والدافعة للحركة: مجلس الدفاع عن مشاة برشلونة بقيادة العقيد بينيتو ماركيز. وفي نهاية مايو 1917 كان هناك رد فعل قوي تأديبي من حكومة غارسيا برييتو الجديدة خلال وزير الحرب الجنرال أغيليرا: سجن في قلعة مونتخويك. من العديد من أعضائه (من بينهم بينيتو ماركيز أبرز قادة الحركة). ومع ذلك فإن الدستور الفوري للمجلس العسكري البديل الذي حصل على تضامن مجالس المدفعية والمهندسين وحتى الحرس المدني في طلبه «باحترام» لإطلاق المعتقلين (1 يونيو)، وكانت زيادة التوتر العسكري مثيرة، فلم ينل غارسيا برييتو ما يكفي من الدعم لاتخاذ (دور الملك نظرا لطبيعة المسئلة وعلاقة الملك الخاصة مع الجيش التي لايمكن تجاهلها). وقد اختار الاستقالة وبعدها طلب ألفونسو الثالث عشر من إدواردو داتو تشكيل الحكومة، الذي اعتبر أنه من المناسب الاستسلام للمطالب العسكرية وإطلاق سراح من اعتقلوا وإضفاء الشرعية على المجالس. وللحفاظ على موقف حازم من السيطرة على الوضع، تم تعليق الضمانات الدستورية وازدادت الرقابة الصحفية.

### التحدي السياسي
مثلت المجموعة الإقليمية لكاتالونيا عن الطبقة البرجوازية الكاتالونية بزعامة فرانشيسكو كامبو ومعه قاعدة من السلطة المحلية التي فازت معه (الكومنولث الكاتالوني الذي أنشئ سنة 1914 من دمج مجالس المقاطعات الكاتالونية الاربعة ورأسها إنريك برات ديلا ريبا الذي توفي سنة 1917). طلب كامبو في ضوء الأزمة الحالية من الحكومة استدعاء الكورتيس وهو مارفضته. وأمام هذا الرفض وعدم القدرة على استخدام القنوات البرلمانية العادية وأيضا عدم عقد جلسات البرلمان، التقى كامبو بكثير من النواب الكاتالونيين، (جميعهم عدا المنتسبين إلى الحزبين الحاكمين) ودعاهم لانعقاد الجمعية البرلمانية في برشلونة بداية شهر يوليو 1917، والتي طالبت بعقد انتخابات لجمعية التأسيسية في مواجهة مع الهيكل الجديد للدولة التي اعترفت بالحكم الذاتي لمناطق كاتالونيا. كما طُلب منها إجراء تدابير عاجلة في المجال الاقتصادي والعسكري. كان اتصال هذه الحركة مع ضباط الرتب الدنيا في مجالس الدفاع المستائين اقتصاديا غير وارد إلى حد كبير، ولكن لا يمكن استبعاده، أو على الأقل تم إجراء محاولة صريحة في إعلان للجمعية.
على الرغم من ضعف الحضور من مجموع النواب (أقل من 10٪) إلا أنه سيطرت عليه أجواء ماقبل الثورة، التي شككت في أسس النظام السياسي لعودة البوربون: فأحزاب تداول السلطة الذي أسسه كانوباس وساغستا وسيطرة السلطة التنفيذية الواضحة على السلطة التشريعية، مع دور تحكيمي للملك. وجاء إعلان داتو سريعا بأن الجمعية البرلمانية فتنة، فعلقت الصحف وقام الجيش باحتلال برشلونة. ولكن عقدت الجمعية مرة أخرى في قاعة الاجتماعات في قصر منتزه القلعة (Parc de la Ciutadella)، مع مجموعة من عدة نواب من مناطق أخرى (حوالي 68 نائبا) من الأحزاب الجمهورية (أليخاندرو لييروس) الإصلاحيين (ملكياديس ألفاريز) والنائب الاشتراكي الوحيد (بابلو إيغليسياس) الذي جهز حركة إضراب مخطط لها في الشهر التالي. اتفق الاجتماع على أنه «لا غنى عن دعوة الكورتيس التي يمكنها أن تتداول حول هذه المشاكل [في البلاد] وأن تحلها». لكنهم أضافوا بأنه قد لا يمكن انعقاد هذ البرلمان حسب رغبة الحكومة، ولكن وافقوا «على أن الحكومة تجسد وتمثل إرادة السيادية للبلاد». واتفقوا على عقد الاجتماع مرة أخرى في 16 أغسطس في أوفييدو، لكن حلت القوات الحكومية جمعية البرلمانيين يوم 19 يوليو والأحداث اللاحقة منعت ذلك. لم يشارك انطونيو مورا في تلك الأحداث.

### التحدي الإجتماعي
عانت مدينة برشلونة العاصمة الاقتصادية لإسبانيا من صراعات كما كان ظاهراً في الأسبوع المأساوي (كاتالونيا) 1909. فقد كانت الأزمة الاجتماعية تتمثل في حركات عمّالية، مقسمة بين الإشتراكيين والفوضويين، حيث كانوا يستخدمون مختلف الوسائل: السلمية منها (مثل الإضراب) والعنيفة منها (مثل سلسلة من هجمات عشوائية مباشرة كما حدث بمسرح في برشلونة سنة 1893). واستخدم أرباب الأعمال جميع أنواع التكتيكات (من إفساد الإضرابات إلى الرجال المسلحين). أما الحركات العمَالية في المناطق الأخرى لإسبانيا فكانت أقل تطوراً، وإلا أن فرصها بالاستفادة من ضعف المواجهة بين البرجوازية الصناعية والحكومة أكبر، وذلك عن طريق: اتحاد العمال العام UGT (المُمثل في نقابات اشتراكية تركزت في مدريد ومدن الباسك). الذين اجمعوا على الإضراب الثوري العام في (أغسطس 1917) والذي كان مدعوماً من الإتحاد الوطني للعمل CNT (الاتحاد الأناركي الأغلبية تركزت في كاتالونيا). اقتربت النقابتان من الوحدة، على الأقل منذ أن عملهما معا في إضراب ديسمبر 1916 ومايسمى ميثاق سرقسطة (Pacto de Zaragoza). تم التوقيع على اتفاقية لإضراب عام في مدريد في أواخر شهر مارس 1917، حيث تضمن بيانا مطولا:
وتفاوضت المجموعة المنظمة للإضراب مع المعارضة الفوضوية ومع الأحزاب البرجوازية ولا سيما الجمهوري اليخاندرو ليروكس. فكان هناك حديث عن دستور حكومة مؤقتة والتي كان من الممكن أن يرأسها شخصية معتدلة مثل ميلكياديس ألفاريز وبابلو إيغليسياس وزير للعمل.
صاحب تعميم الدعوة للإضراب بعض الغموض، لأنه كان هناك حديث في البداية عن «اضراب ثوري»، ولكن بعد اتصالات لاحقة أصر على طابعها «السلمي». وقبل كل شيء حاول اتحاد العمال العام (UGT) متعمدا تجنب الإضرابات الجزئية والمناطقية والمحلية. ومع ذلك فإن الوقت الطويل لإعداد الإضراب لم يكن في صالحه. فاعتقل الموقعين على البيان وإغلق مقر اتحاد العمال العام (Casa del pueblo) وهو مكان لاجتماع الاشتراكيين، وتسببت مناورات الحكومة العديدة في تشتت الجهود، لاسيما اضراب اتحاد سكك حديد فالنسيا التابع لUGT -يوم 9 أغسطس - احتجاجا على الاعتقالات، ولكن مع تحرك العمال الداخلي والذي عجل المجموعات الأخرى من الاتحاد في جميع أنحاء البلاد بالحركة ما بين 10 و 13 أغسطس.
ومع ذلك فعند بداية الإضراب شلت أنشطة في جميع المناطق الصناعية الكبرى تقريبا (الباسك وبرشلونة، وحتى بعض المدن الصغرى مثل يكلا وبليانة) وفي المناطق الحضرية (مدريد وبلنسية وسرقسطة ولاكورونيا)، ومناطق التعدين (نهر لبلة وخاين وأستورياس وليون) ولكن فقط لبضعة أيام وعلى الأكثر كان أسبوع. وكان تأثيرها ضئيلا في المدن الصغيرة ومناطق الريف. لم يتأثر نظام سكك الحديد وهو قطاع رئيس طوال تلك الفترة.

### النتائج

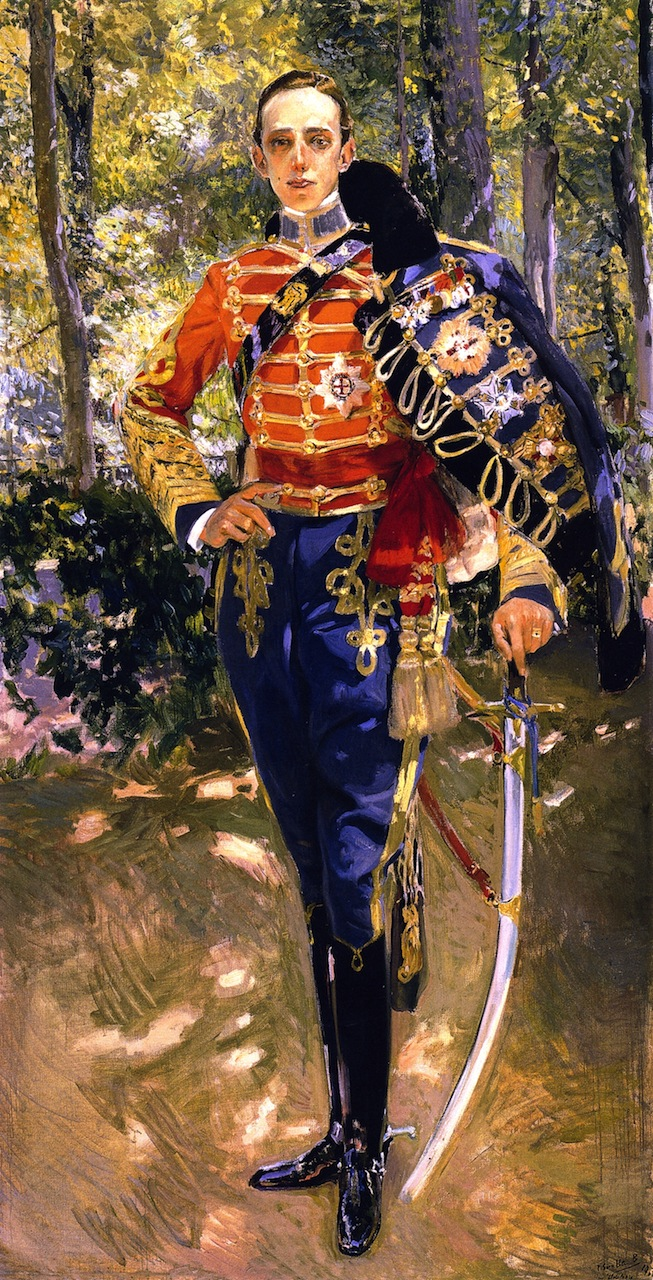
صورة ألفونسو الثالث عشر مع زي الفارس، بريشة خواكين سورويا (1907).

بعد الثورة الروسية خافت الحكومة من التحدي الثلاثي لها (الجيش والمسألة الكاتالونية والبروليتارية) قد يؤدي إلى ثورة مماثلة؛ لكن ماحدث هو أن الجيش لم يتردد في وضع نفسه تحت إمرة الحكومة لقمع أي إضراب خلال ثلاثة أيام، باستثناء بعض المناطق مثل أحواض التعدين الأستورية التي استمر النزاع فيها لمدة شهر تقريبا. ولقد برز العقيد ماركيز في قمعه الثورة في ساباديل. فقد كان تدخل الجيش عنيفًا جدًا مع المضربين إلى حد التطرف مما أوجب عدم رضا شديد للمؤسسات، مثل انتهاك الحصانة البرلمانية لنائب جمهوري اعتقله القبطان العام لكاتالونيا.
وفي الوقت ذاته خافت الرابطة من اضطرابات اجتماعية، لذلك وافقت على دعم حكومة ائتلاف وطني برعاية الملك ويرأسها الليبرالي غارسيا برييتو ويكون كامبو وزيرا فيها، مع الالتزام بإجراء انتخابات العام المقبل (فبراير 1918)، وكانت النتيجة غير مؤكدة بدون أغلبية مطلقة لأي من الأحزاب. وكان هذا الوضع لم يسبق له مثيل، حيث كان من المعتاد أن الحكومات الأحادية التي تأتي للسلطة لن تفوز في الانتخابات إلا عند دعوة الملك وإعداد ملائم لها (التي في الخانة المناسبة للمرشحين، وتكون انتخابات مضمونة من الزعماء المحليين والتزوير أو احتيال وقح إذا لزم الأمر) للحصول على البرلمان من السهل السيطرة عليه. في هذه الحالة منع تكوين التعددية الحزبية مما أجبر الحكومة الجديدة لتكوين ائتلاف، هذه المرة برئاسة مورا. وحدث نفس الشيء في الانتخابات التالية يونيو 1919. لم يحدث انتعاش لتداول السلطة التقليدي حتى انتخابات ديسمبر 1920 التي نظمها داتو وحده.
وفي شهر أغسطس من 1917 اعتقل أعضاء لجنة الإضراب ومن بينهم زعيما المستقبل الاشتراكيان فرانسيسكو لارجو كاباليرو وجوليان بيستيرو (كان بابلو إغليسياس في السنوات الأخيرة من عمره) وحُكم عليهما بالسجن المؤبد، على الرغم من أن ذلك لم يمنعهما من الترشح في انتخابات فبراير عام 1918 وأصبحا كليهما نوابا. فصار إبقاء النواب سجناء ومحرومين من حقهم هي فضيحة مما أدى إلى حملة واسعة لإطلاق سراحهم حظيت بدعم بعض المفكرين الكبار. هرب إنداليسيو برييتو إلى فرنسا ولم يعد إلا بعد أن أصبح نائبا (أبريل 1918). وكانت نتيجة قمع الإضراب ما مجموعه 71 قتيلا 156 جريحا وحوالي 2000 اعتقلوا.
بعد تلك الأحداث تعزز دور الملك ودور الجيش أيضا في الحياة العامة وازدادت العلاقة الوثيقة بينهما. كما ازداد استياء قطاعات واسعة من السكان (المثقفين والطبقة العاملة والطبقة الوسطى) ضد النظام السياسي الذي كان منذ أواخر القرن الماضي وهو يتلقى انتقادات المجددين مثل انتقاد خواكين كوستا الذي طلب جراحة قاسية له. ولم ينفع الجدل الخطابي والأرقام، ثم أتت كارثة أنوال التي أفقدت النظام السياسي الجاذبية، فبرزت المؤسسة التي أثبتت أنها أكثر قوة: «الجيش» بشخص قائد برشلونة العام: ميغيل بريمو دي ريفيرا الذي شجعته البورجوازية الكاتالونية وقبلها نال موافقة الملك، فتولى السلطة المطلقة في ديكتاتوريته (1923).